# Karl Sudhoff
Karl Sudhoff (Fráncfort del Meno, 26 de noviembre de 1853- 8 de octubre de 1938) fue el iniciador de la Historia de la medicina como disciplina científica en Alemania.

## Trayectoria
Como médico, presidió desde 1901 el Instituto alemán para la Historia de la Medicina y las Ciencias Naturales (en alemán, Deutsche Gesellschaft für Geschichte der Medizin und der Naturwissenschaften).
En 1905 ingresó como profesor de Historia de la Medicina en la Universidad de Leipzig, desde donde controló esa disciplina en expansión por entonces. El 1 de abril de 1906 se creó en la Facultad de Medicina de dicha Universidad el Instituto de Historia de la Medicina que hoy lleva su nombre (en alemán, Institut für Medizingeschichte, hoy Karl-Sudhoff-Institut für Geschichte der Medizin und der Naturwissenschaften).
Karl Sudhoff es conocido sobre todo por sus trabajos sobre medicina medieval y sus ediciones de manuscritos médicos de dicha época. Fue también editor de Paracelso. Se retiró en 1925; su sucesor en Leipzig fue un joven historiador que tendría mucho futuro fuera de Alemania ya, Henry E. Sigerist. Sigerist puso en laza esa disciplina histórica en los Estados Unidos (Baltimore).
Pero Sudhoff, políticamente ingenuo, mantuvo una tendencia nacionalista, que lo impulsó a afiliarse al Partido Nazi en 1933, cuando tenía ya 80 años de edad. Murió en 1938, sin poder ver su hundimiento.